# プイィ・ロシェ
プイィ・ロシェ(Pouilly-Loché)は、フランス東部ブルゴーニュ地域圏ソーヌ＝エ＝ロワール県のマコン市内で造られている白ワインである。ブルゴーニュワインの生産地の一つマコネー地区の産地の一つで、1940年にAOCの指定を受けている。

## ロシェ
ロシェは、1972年までマコン郡内にあった村（コミューン）の名であるが、マコン市に編入されて消滅した。ワイン名のほかに、フランス新幹線TGVの駅マコン＝ロシェTGV駅にその名を残している。

## ワイン
ワインはシャルドネ100％で造られる白ワインのみである。この少し西にあるプイィ・フュイッセによく似た優しい香味の辛口であるが、栽培区域が32haと小さく、生産量が少ないこともあり、日本にはほとんど出回っていない。